# Parasarcophaga sarupi
Parasarcophaga sarupi är en tvåvingeart som beskrevs av Nandi 1979. Parasarcophaga sarupi ingår i släktet Parasarcophaga och familjen köttflugor. Inga underarter finns listade i Catalogue of Life.